# Xã Jackson, Quận Reynolds, Missouri
Xã Jackson (tiếng Anh: Jackson Township) là một xã thuộc quận Reynolds, tiểu bang Missouri, Hoa Kỳ. Năm 2010, dân số của xã này là 504 người.